# جک اس۵
جک اس۵ (به انگلیسی: JAC S5) نام یک خودرو ساخته شده توسط کمپانی جی‌ای‌سی است که در ایران از سال ۱۳۹۳ توسط کمپانی کرمان موتور تولید می‌شود. در طراحی داخل و خارج این خودرو نگاهی به هیوندای آی‌ایکس۳۵ شده ولی از لحاظ فنی هیچ ارتباطی با آن ندارد. این خودرو ۵ ستاره ایمنی سازمان C-NCAP چین را دریافت نموده است.

## بازارها

### چین
مدل مفهومی این خودرو با نام جک اس۲ در نمایشگاه خودروی پکن سال ۲۰۱۲ معرفی و مدل تولید انبوه آن نیز در نمایشگاه خودروی شانگهای همان سال و با نام جک ایگل اس۵ معرفی شد؛ که به‌سرعت نامش به ریفاین اس۵ تغییر یافت. در زمان عرضه، قیمت جک ایگل اس۵ از ۸۹٬۸۰۰ تا ۱۳۵٬۸۰۰ یوان متغیر بود؛ در حالی که قیمت جک ریفاین اس۵ فیس‌لیفت شده از ۸۹٬۵۰۰ تا ۱۳۹٬۵۰۰ یوان متغیر بود.
در بدو ورود این خودرو به بازار چین، دو موتور ۱٫۸ لیتری مجهز به توربوشارژر و ۲٫۰ لیتری تنفس طبیعی برای این خودرو در دسترس بودند.

### ایران
کرمان موتور در آذر ۱۳۹۳ برای اولین بار اقدام به پیش‌فروش خودروی جک اس۵ دنده‌ای نمود. در زمان عرضه، از این خودرو استقبال بالایی به‌عمل آمد و ظرفیت پیش‌فروش آن در عرض ۳ روز تکمیل شد.
بعد از مدل دنده دستی، کرمان موتور در بهمن ۱۳۹۴ پیش‌فروش جک اس۵ اتوماتیک را آغاز کرد. این مدل در مقایسه با مدل دنده‌ای از تجهیزات رفاهی بیشتری بهره می‌برد و رینگ‌های آن نیز بزرگ‌تر بودند. گیربکس جک اس۵ اتوماتیک از نوع دوکلاچه تَر و ۶ سرعته است.
در سال ۱۴۰۰ کرمان موتور نسخهٔ فیس‌لیفت جک اس۵ را با موتور ۱۵۰۰ سی‌سی با فناوری تزریق مستقیم بنزین معرفی کرد. این شرکت ادعا دارد که این فیس‌لیفت با موتور GDI جدید شتاب و عملکرد بهتری نسبت به مدل‌های قبلی خود دارد.

## نگارخانه
- جک اس۵ قبل از فیس‌لیفت، نمای جلو
- جک اس۵ قبل از فیس‌لیفت، نمای عقب
- جک اس۵ فیس‌لیفت، نمای جلو
- جک اس۵ فیس‌لیفت، نمای عقب